# ヴォガスティスブルクの戦い
ヴォガスティスブルクの戦い (ドイツ語: Schlacht der Wogastisburg)は、631年にサモ率いるスラヴ人（ヴェンド人、Sclav, cognomento Winidi)と、ダゴベルト1世率いるフランク王国軍が衝突した戦い。

## 概要
フランク陣営はアレマン人、ランゴバルド人、アウストラシア軍の三手に分かれてサモ王国に侵攻し、前の二者はそれなりの成功を収めていたが、本軍であるアウストラシア軍は、偽フレデガリウス年代記でヴォガスティスブルクと記されている町の付近で3日に及ぶ戦闘ののち大敗を喫した。フランク人を破ったサモは、逆にフランク王国に侵攻しテューリンギアを略奪した。

## ヴォガスティスブルクの位置
「ヴォガスティスブルク」の正確な位置は、偽フレデガリウス年代記には記されておらず、言語学的な類似や発掘調査からいくつかの説が提唱されている。ボヘミアではポドボジャニ近くのルビーンの丘、カダニ近くのウーホチュチの丘、スロヴァキではブラチスラヴァ、トレンチーン、ベコフ、ヴァーフ川（ヴォガ）、オーバーフランケンではバート・シュタッフェルシュタイン近くのシュタッフェルベルク、フォルヒハイム近くのブルク、その他ウィーンなどドナウ川中流域の様々な地が候補として挙げられている。
結局のところ、以上のいずれの地点もヴォガスティスブルクに比定する決定的な証拠は持っていない。現在人が居住していない地である可能性もあり、その場合ヴォガスティスブルクの特定は不可能に近い。